# The Penny Dreadful Picture Show
The Penny Dreadful Picture Show è un film horror statunitense del 2013, formato da cortometraggi e presentato dalla folle presentatrice Penny Dreadful. 

## Trama
La folle Penny Dreadfull, insieme ai due mostruosi maggiordomi, Neddy e il ragazzo lupo, vede una serie di cortometraggi horror per trovare il montaggio perfetto.
Slash in The Box (Taglio nella scatola): Una coppia di giovani fidanzati, riceve una scatola da clown da una misteriosa signora. La notte, la scatola sembra funzionare da sola, producendo uno strano rumore che conduce il ragazzo da sé. Quando quest'ultimo cerca di aprire la scatola, gli viene sgozzata la gola. La ragazza, si reca al piano di sotto e trova la testa del fidanzato decapitata. Urlando, se ne fugge via, il più lontano possibile.
Stanca di vedere il resto dei cortometraggi da sola, Penny decide di vederseli con un ragazzo conosciuto su Internet, Rex, che non sospetta minimamente della follia della giovane.
The Morning After (Il mattino dopo): Alice, si risveglia nella sua camera, messa sottosopra. Non ricorda esattamente cosa è successo la notte prima, ma alcune visione la stravolgono, tra cui una scena in cui il suo fidanzato, Charlie, le fa una proposta di matrimonio, che tuttavia rifiuta. Dopo aver incontrato sia il fidanzato, che l'amico di quest'ultimo completamente ubriachi, Alice si dirige al lavoro. Però, ha un'altra visione in cui un'amica le passa una fiala per farla sentire “libera”. In ufficio, la donna si ricorda dell'incontro in un locale con il misterioso e affascinante Clive. La ragazza, scopre inoltre di essere attratta tantissimo dal sangue e quando si reca in infermeria per cercare una spiegazione scientifica al suo mal di testa e vertigini, non le dicono niente d'importante. Uscita dal lavoro, viene seguita dalla misteriosa Jess, che le rivela che sta morendo dentro e che i suoi organi stanno lentamente cessando. Quest'ultima, la notte prima entra nel locale mentre Clive e Alice stavano parlando. Seduce la giovane velocemente e la porta con sé, trasformandola in qualcosa di molto simile a un vampiro. Venuta a conoscenza della verità, Jess dà ad Alice il suo sangue, e lei lo assaggia con piacere. Tuttavia, quando la sete di sangue di entrambe mira su Charlie, scopiera un litigio tra le due che terminerà con la morte di Jess. Alice, abbandona Charlie ridandogli l'anello che le aveva regalato, e si dirige da Clive, anch'egli un vampiro, per vivere un'esistenza felice a fianco di cui colui che ama.
Rex, nota che c'è qualcosa che non va in Penny e per questo decide di andare via dalla sua dimora. La ragazza tuttavia lo uccide quando viene a sapere che intendeva solo copulare. Arriva però un altro ragazzo a far compagnia alla psicopatica. Il nuovo ragazzo, è un nerd che crede che Penny, insieme ai due maggiordomi, siano solo dei cosplayer. Insieme, i quattro vedono il nuovo cortometraggio.
The Slaughter House (La famiglia Slaughter): Un gruppo di sei ragazzi – dopo aver parlato in macchina delle misteriose scomparse avvenute recentemente di intere famiglie – hanno un guasto al motore e si ritrovano bloccati nel bel mezzo della strada. Incontrano poi un ragazzo, Cody che gli offre aiuto e ospitalità nella sua casa, avvertendoli che la famiglia è molto eccentrica. L'intero gruppo accetta, facendo conoscenza con la stravagante Candy, il paralizzato Brady e la loro strana madre. Per festeggiare il compleanno di Brady, Candy effettua uno show che fa aumentare i dubbi sulla sua sanità mentale a molti ragazzi. Dopo l'arrivo del capo-famiglia, i sei ragazzi e i membri della famiglia cenano insieme. Ron, uno dei sei, offende l'intera famiglia e spara a Cody, ferendolo e mettendo in ostaggio tutti i proprietari della casa. I sei ragazzi sono in realtà giustizieri, e cercano Rusty, l'artefice delle scomparse e il fratello di Brady, Cody e Candy. I giustizieri interrogheranno i familiari separatamente, torturandoli e violentandoli sessualmente. Tuttavia, gli oppressi si ribellano alla spietatezza dei ragazzi, facendo scoppiare un vero e proprio bagno di sangue. A peggiorare la situazione sarà il commesso di una stazione di benzina, che conoscendo Brady e gli altri, si recherà a casa loro per dargli il regalo di compleanno, trovando una scia di cadaveri. Soltanto due ragazzi riescono a sopravvivere alla lotta, ma vengono rapiti dal commesso, che svela loro che Rusty è rimasto sfigurato durante la guerra del golfo e ha vissuto da lui – che è suo nonno – per tutto il tempo, uccidendo e saccheggiando. Dalla porta d'ingresso, esce Rusty con in mano una motosega, pronto a vendicare Candy, Cody e tutti i membri della sua famiglia.
Penny, stanca del nuovo ragazzo che non la finisce mai di parlare, lo uccide. Alla porta d'ingresso, bussa un ragazzo che deve comprare degli oggetti antichi dall'uomo lupo. Penny gli consiglia la scattala da Clown, sapendo che quando l'aprirà verrà ucciso. La ragazza, si domanda inoltre dove sia il vero amore, mentre Neddy la guarda con occhi luccicanti. Intanto, i due, insieme al l'uomo lupo, decidono di vedere un film per ingannare l'attesa.

## Curiosità
- Penny Deadful è anche il nome di una serie televisiva gotica.
- Il cortometraggio The Slaughter House, è ispirato a La casa dei 1000 corpi, ma solo in parte visto che vengono invertiti i ruoli di torturatore e di vittima.
- Sempre in The Slaughter House, il personaggio di Rusty, è stato ispirato a Leatherface di Non aprite quella porta.